# Давид Пајић
Давид Пајић Дака (Агићи, код Босанског Новог, 11. мај 1911 — Београд, 6. октобар 1941) био је учесник Народноослободилачке борбе и народни херој Југославије.

## Биографија
Рођен је 11. маја 1911. године, у малом селу Агићи крај Босанског Новог. Имао свега шест година, када му је 1917. године, умро отац, сеоски ковач. Убрзо потом, умрла му је и мајка, па га је стриц одвео у Београд, где је учио браварски занат. Извесно време је похађао и Средњу техничку школу, али је није завршио, јер се 1931. запослио у фабрици аероплана и хидроавиона „Змај“.
Као млади радник је приступио радничком покрету. Био је члан Уједињених радничких синдиката и са Радојем Дакићем и Милошем Мамићем, чест организатор радничких штрајкова, од којих се истичу - „тарифни штрајк“ 1935. и генерални штрајк грађевинских радника 1936. године. После штрајка, 1936. године, први пут је ухапшен. У истражном затвору, у којем је провео девет месеци, више пута је био мучен током ислеђивања. После изласка из затвора, због доброг држања пред полицијом, примљен је у чланство, тада илегалне, Комунистичке партије Југославије.
Једно краће време боравио је у Нишу, где је радио у фабрици дувана. Пошто је међу радницима ширио комунистичке идеје и покушао да ради на њиховом организовању, био је ухапшен и протеран из Ниша. Потом се поново вратио у Београд, где је наставио са политичким радом. Почетком 1938. године је постао члан, а затим и секретар Савског рејонског комитета КПЈ у Београду. Године 1939. био је један од покретача и руководилаца штрајка 2.300 аеро-наутичких радника Београда и Земуна. Због тога је био ухапшен, али због недостатка доказа је био ослобођен. Од почетка 1940. године био је члан Месног комитета КПЈ за Београд.
После Априлског рата и окупације Краљевине Југославије, 1941. године, Давид је био један од најистакнутијих чланова Месног комитета КПЈ за Београд, који је радио на организовању покрета отпора у окупираном Београду - оснивао је војне комитете, организовао прикупљање оружја, формирао борбене групе, и био иницијатор првих борбених акција у граду. Иако је одраније био познат београдској Специјалној полицији, стално се налазио у покрету, ишао је са састанка на састанак, стварао канале за пребацивање нових бораца у партизане и осигуравао рад илегалне партијске штампарије.
Када је, 6. октобра 1941. године, са Вукицом Митровић ишао на састанак Месног комитета КПЈ за Београд, био је изненада опкољен од стране полиције у улици Тодора Дукина 88. Пошто је полицији покушао да пружи отпор, био је убијен, док је Вукица Митровић била рањена и ухапшена.
Указом Председништва АВНОЈ-а постхумно је 6. јула 1945. одликован Орденом заслуга за народ првог реда. Указом председника ФНРЈ Јосипа Броза Тита 27. новембра 1953. проглашен је за народног хероја.